# Multicámara
El montaje multicámara, multicámara fotográfica, cámara de múltiples modo de producción, varias cámaras o simplemente multicám es un método de rodaje de películas y programas de televisión. Varias cámaras (ya sean de vídeo o película) son dispuestas en el plató y se graban o transmiten simultáneamente una escena. La disposición monocámara, a diferencia de la multicámara, utiliza solo una cámara en el plató.
Generalmente, las cámaras de los extremos graban tomas cerradas o cruces de los dos personajes más activos en el plató según el momento, mientras que la cámara central captura un plano general de la escena.
De esta manera, se obtienen múltiples disparos en una sola toma sin tener que iniciar y detener la acción. Esto es más eficiente para programas que aparecerán poco tiempo después de ser grabado, ya que reduce el tiempo gastado en montaje o edición del material de archivo de vídeo.
También es una necesidad virtual para regular programas de alto rendimiento. Aparte de ahorrar el tiempo de edición, puede ser grabado mucho más rápido, ya que no hay necesidad de volver a encender y grabar desde otros ángulos de la configuración de cámara alternativa.
También reduce la complejidad del seguimiento de problemas de continuidad. Es una parte esencial de la televisión en vivo.

## Historia y uso

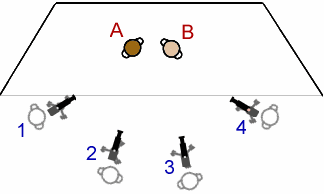
Diagrama de la disposición multicámara.

El uso de multicámaras data el desarrollo de la narrativa del cine mudo. Cuando el sonido entró en el cuadro, varias cámaras fueron utilizadas para grabar varios sistemas en una sola vez. El sonido inicial era grabado en discos de cera, pero estos no se podían editar.
El uso de múltiples cámaras de vídeo para cubrir una escena se remonta a los primeros días de la televisión; tres cámaras fueron utilizadas para transmitir The Queen's Messenger en 1928, el primer drama realizado para la televisión. Allí, BBC empieza utilizar habitualmente varias cámaras para sus espectáculos de televisión en vivo a partir de 1936 hacia adelante.
Aunque a menudo se afirma que la configuración de la múltiple cámara fotográfica fue pionero para la televisión por Desi Arnaz, y el director de fotografía, Karl Freund, en I Love Lucy de 1951, aunque ya otro programa de televisión grabado había utilizado este formato, incluyendo la comedia de CBS, Amos 'n' Andy, que fue filmado en los estudios de Hal Roach y estuvo en el aire durante cuatro meses antes.
La técnica fue desarrollada para televisión por el veterano de cortometrajes en Hollywood, Jerry Fairbanks, asistido por el productor y director Frank Telford, por primera vez en la serie The Silver Theater, otro programa de la CBS, en febrero de 1950. La innovación fue utilizar película de 35 mm en vez de 16 mm y película con una configuración de cámaras múltiples ante una audiencia en vivo en el estudio.
A finales de 1970, Garry Marshall fue acreditado con la adición de la cuarta cámara (conocida entonces como la cámara "X" y de vez en cuando hoy se conoce como la cámara "D") en la instalación de varias cámara, para su serie Mork y Mindy.
El actor Robin Williams no podía quedarse en sus marcas debido a sus improvisaciones físicas durante el rodaje, por lo que Marshall había decidido añadir la cuarta cámara sólo a Williams para que tuvieran algo más que el disparo principal del actor. Pronto después de, muchas producciones siguieron el juego y ahora tiene cuatro cámaras (A, B, C y X, o D) es la norma para las comedias de situación de varias cámaras. El método de la múltiple-cámara da al director menos control sobre cada toma, pero es más rápido y menos costoso que una configuración de cámara.
En televisión, las cámaras múltiples se utilizan comúnmente para programas deportivos, noticieros, telenovelas, programas de entrevistas, concursos y algunas comedias. Antes prefilmación, se convirtió en la forma dominante de dramática en la televisión estadounidense, los primeros programas de antología utilizan múltiples métodos de cámara.
Actualmente las múltiples cámaras pueden tomar diferentes tomas de una situación en que la acción se desarrolla cronológicamente y es adecuada para espectáculos que requieren de una audiencia en vivo. Por esta razón varias producciones de cámara pueden ser filmadas o grabadas mucho más rápido que con una cámara.
En las producciones de una cámara se disparan en toma y varias configuraciones con componentes de la acción que se repite varias veces y fuera de secuencia; la acción no es promulgada cronológicamente así que no es adecuado para ver por una audiencia en vivo.